# Diagonaldominante Matrix
Diagonaldominante Matrizen bezeichnen in der numerischen Mathematik eine Klasse von quadratischen Matrizen mit einer zusätzlichen Bedingung an ihre Hauptdiagonalelemente. Der alleinstehende Begriff diagonaldominant wird in der Literatur uneinheitlich manchmal für strikt diagonaldominant und manchmal für schwach diagonaldominant verwendet. Im Folgenden werden beide Begriffe näher erläutert.

## Strikt diagonaldominante Matrix

### Definition
Eine {\displaystyle (n\times n)}-Matrix {\displaystyle A=(a_{ij})} heißt strikt (auch: streng oder stark) diagonaldominant, falls die Beträge ihrer Diagonalelemente {\displaystyle a_{ii}} jeweils größer sind als die Summe der Beträge der restlichen jeweiligen Zeileneinträge {\displaystyle a_{ij}}, d. h., wenn für alle {\displaystyle i\in \{1,\ldots ,n\}} gilt
{\displaystyle \sum _{j=1 \atop j\neq i}^{n}|a_{ij}|<|a_{ii}|}.
Dieses Kriterium wird auch als starkes Zeilensummenkriterium bezeichnet und ist nicht äquivalent zu dem entsprechenden Spaltensummenkriterium, jedoch nach Definition äquivalent zum Spaltensummenkriterium der transponierten Matrix.

### Anwendungen
Komplexe, strikt diagonaldominante Matrizen sind aufgrund der Gerschgorin-Kreise regulär, ebenso die aus ihnen durch Nullsetzen bestimmter Einträge gewonnenen oberen und unteren Dreiecksmatrizen. Bei einigen Verfahren zum Lösen von Gleichungssystemen (z. B. Gauß-Seidel-, Jacobi- oder SOR-Verfahren) bietet die Diagonaldominanz der Systemmatrix, insbesondere die letztgenannte Eigenschaft, ein hinreichendes Kriterium für die Konvergenz des Verfahrens.

## Schwach diagonaldominante Matrix

### Definition
Eine {\displaystyle n\times n}-Matrix {\displaystyle A=(a_{ij})} heißt schwach diagonaldominant, falls die Beträge ihrer Diagonalelemente {\displaystyle a_{ii}} jeweils größer oder gleich der Summe der Beträge der restlichen jeweiligen Zeileneinträge {\displaystyle a_{ij}} sind, d. h., wenn für alle {\displaystyle i\in \{1,\ldots ,n\}} gilt
{\displaystyle \sum _{j=1 \atop j\neq i}^{n}|a_{ij}|\leq |a_{ii}|}.

### Eigenschaften
- Die Menge der schwach diagonaldominanten Matrizen umfasst also die Menge der strikt diagonaldominanten Matrizen.
- Reelle, symmetrische, schwach diagonaldominante Matrizen mit nichtnegativen Diagonaleinträgen sind positiv semidefinit.

## Irreduzibel diagonaldominante Matrix
In der Numerik partieller Differenzialgleichungen wird zudem für Stabilitätsbetrachtungen ein weiterer Begriff verwendet:
Eine {\displaystyle n\times n}-Matrix {\displaystyle A=(a_{ij})} heißt irreduzibel diagonaldominant, wenn sie irreduzibel und schwach diagonaldominant ist und für mindestens ein {\displaystyle i\in \{1,\ldots ,n\}} die Ungleichung 
{\displaystyle \sum _{j=1 \atop j\neq i}^{n}|a_{ij}|<|a_{ii}|}
gilt.